# Lista de postos administrativos de Timor-Leste
1Fatumean, 2Fatululic, 3Maucatar, 4Hatu-Builico, 5Letefoho, 6Ermera, 7 Railaco, 8Liquiçá, 9Dom Aleixo, 10Vera Cruz, 11Laulara, 12Nain Feto, 13Cristo Rei, 14Manatuto, 15Barique, 16Uatucarbau
Os municípios de Timor-Leste são divididos em 65 postos administrativos. Os postos administrativos estão listados abaixo, por município:
Cada posto administrativo é dividido em várias aldeias (sucos), a menor divisão política de Timor Leste.

## Município de Aileu
- Aileu
- Laulara
- Lequidoe
- Remexio

## Município de Ainaro
- Ainaro
- Hatudo
- Hatu-Builico
- Maubisse

## Município de Baucau
- Baucau
- Baguia (posto administrativo)
- Laga (posto administrativo)
- Quelicai (posto administrativo)
- Vemasse (posto administrativo)
- Venilale (posto administrativo)

## Município de Bobonaro
- Atabae
- Balibó
- Bobonaro
- Cailaco
- Lolotoi
- Maliana

## Município de Cova Lima
- Fatululique
- Fatumean
- Fuorém
- Mape-Zumulai
- Maucatar
- Suai
- Tilomar

## Município de Díli
- Atauro
- Cristo Rei
- Dom Aleixo
- Metinaro
- Nain Feto
- Vera Cruz

## Município de Ermera
- Atsabe
- Ermera
- Hatólia
- Letefoho
- Railaco

## Município de Lautém
- Iliomar (posto administrativo)
- Lautém (posto administrativo)
- Lospalos (posto administrativo)
- Luro (posto administrativo)
- Tutuala (posto administrativo)

## Município de Liquiçá
- Bazartete (posto administrativo)
- Liquiçá (posto administrativo)
- Maubara (posto administrativo)

## Município de Manatuto
- Barique-Natarbora
- Laclo
- Laclubar
- Laleia
- Manatuto
- Soibada

## Município de Manufahi
- Alas
- Fatuberliu
- Same
- Turiscai

## Região Administrativa Especial de Oe-Cusse Ambeno
- Nitibe
- Oesilo
- Pante Macassar
- Passabe

## Município de Viqueque
- Lacluta
- Ossu
- Uatolari
- Uato Carabau
- Viqueque